# Rhizocalyx abietis
Rhizocalyx abietis är en svampart som beskrevs av Petr. 1928. Rhizocalyx abietis ingår i släktet Rhizocalyx och familjen Helotiaceae.   Inga underarter finns listade i Catalogue of Life.